# Olney (Buckinghamshire)
Olney ist eine Stadt und eine Verwaltungseinheit im District Milton Keynes in der Grafschaft Buckinghamshire, England. Olney ist 38,1 km von Aylesbury entfernt. Im Jahr 2001 hatte der Ort 6032 Einwohner, 2011 belief sich die Einwohnerzahl auf 6477. Die Stadt wurde bereits 979 als Ollanege („Ola's Island“) in einer Urkunde erwähnt, dann nochmals 1086 als Olnei im Domesday Book als erwähnt.
Die Herstellung von Spitze ist für Olney und dessen Entwicklung maßgeblich. In den 1560ern erreichte England die Kunst der Spitzenklöppelei, in Buckinghamshire ließen sich viele immigrierte Klöppler vor allem in Newport Pagnell, Buckingham und Olney nieder. In Letzterer waren Spitzenklöppler vor allem in Nebenstraßen entlang der High Street zu finden, da diese Gegend damals zu den ärmsten Vierteln der Stadt gehörte. Armut bestimmte die Stadt lange Zeit. Dies begann sich erst zu ändern als die Industrialisierung Einzug hielt und Schuhfabriken die kleinen Hütten-Werkstellen ersetzten.
Olney ist außerdem bekannt für sein jährliches „Pancake Race“, welches bereits seit mehreren Jahrhunderten in der Stadt stattfindet. Das Rennen findet jedes Jahr am Faschingsdienstag um 11:55 Uhr statt. Dabei gilt es eine Strecke von fast 380 Metern (415 Yards) in Schürze samt Pfanne und Pfannenkuchen zu rennen. Zum Rennen zugelassen werden nur Frauen über 18 Jahre, die seit mindestens drei Monaten in Olney wohnen.

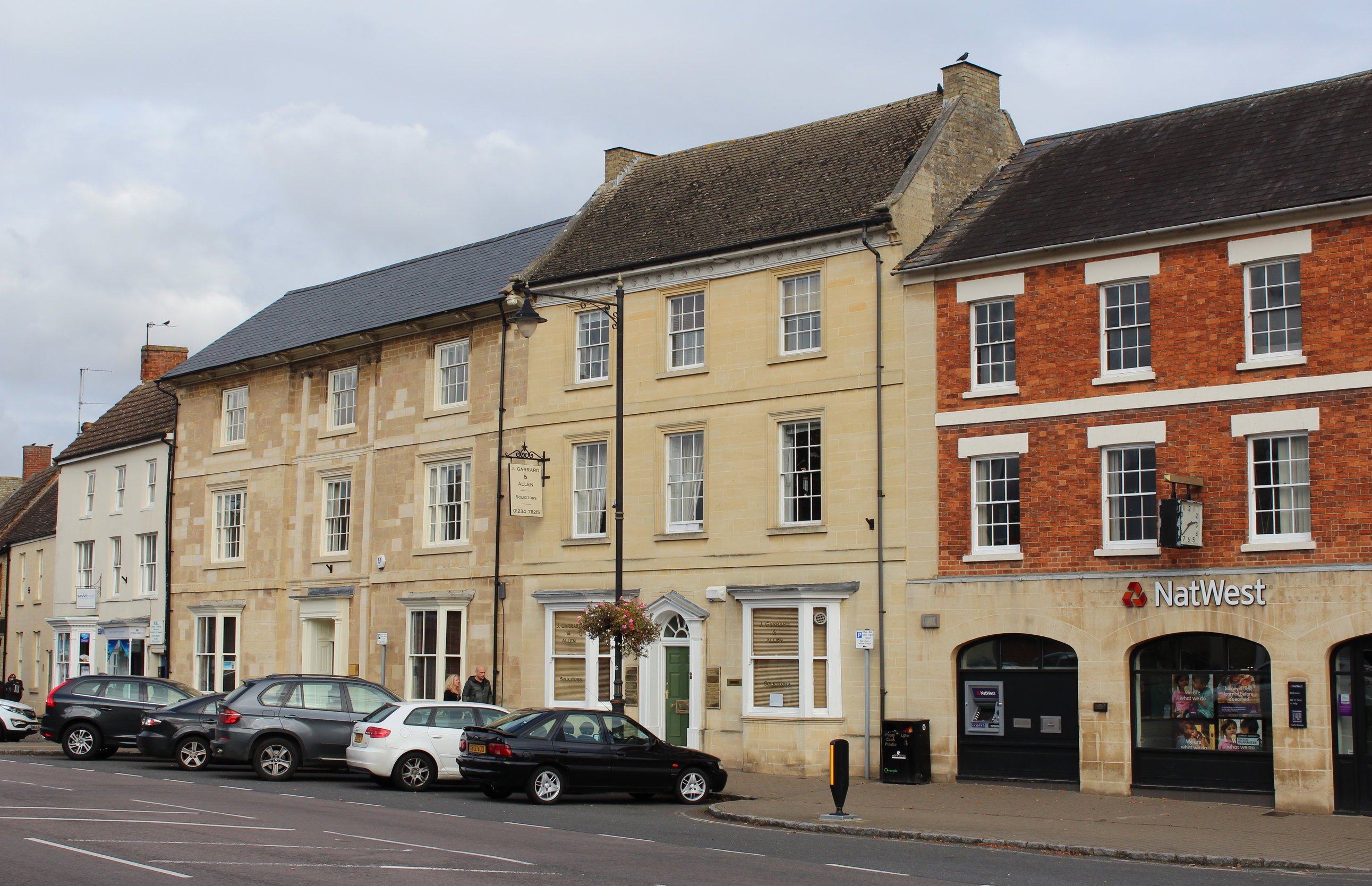
Olney High Street
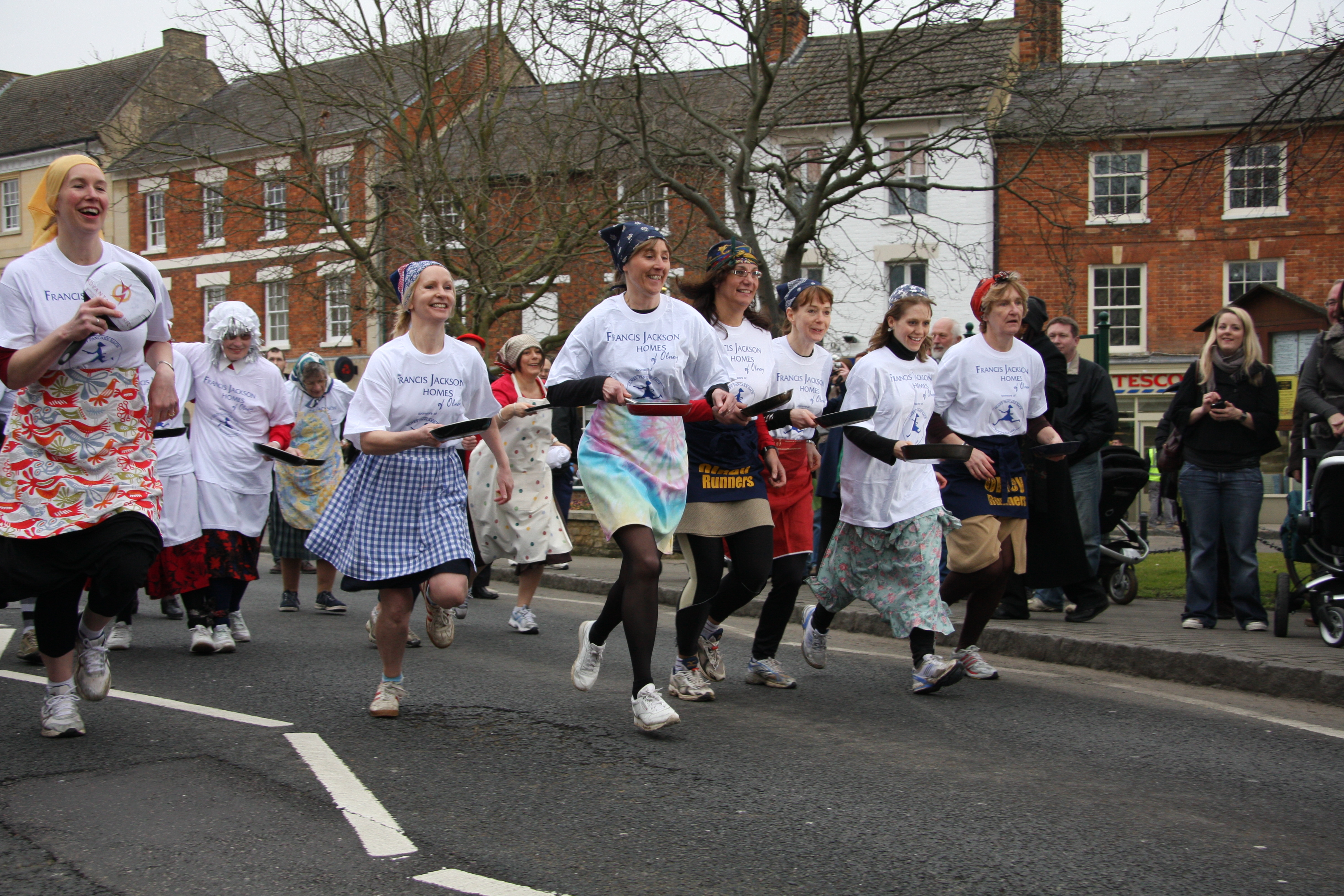
Olney Pancake Race 2009